# هشام منصور (لاعب كرة قدم)
هشام أحمد منصور (20 أكتوبر 1989) لاعب كرة قدم بحريني يلعب حاليا لصالح نادي الدرجة الأولى البسيتين البحريني في مركز الوسط المحوري من 2007.

## الإنجازات
- الدرجة الأولى (1): 2013